# 阿倍宿奈麻呂
阿倍宿奈麻呂（日语：／ Abe no Sukunamaro，？—720年3月10日）是日本飛鳥時代至奈良時代的公卿，姓最初為引田朝臣，後來改作阿倍朝臣，父親是阿倍比羅夫。官位為正三位大納言。

## 生涯
大寶2年（702年），持統上皇駕崩，當時是從五位上的宿奈麻呂負責擔任造大殿垣司。大寶3年（703年），右大臣阿倍御主人死去後，宿奈麻呂成為阿部氏的氏上。慶雲4年（707年），他在文武天皇駕崩時擔任造御竈司。
和銅元年（708年），他連跳兩級升至正四位上，在未曾擔任參議的情況下，直接獲任命為中納言。同年，他與多治比池守一同擔任造平城京司長官，負責有關興建平城京的事宜。和銅2年（709年），他升至從三位。和銅5年（712年），他與同族的引田邇閇、引田東人、引田船人、久努御田次、長田太麻呂和長田多祁留等6人一同上奏，稱自己本來就是阿倍氏正統，因此希望能夠改姓阿倍，並且獲得批准。
靈龜3年（717年），他升至正三位，並且在養老2年（718年）就任大納言。同年，他以同族的他田萬呂視先為阿倍氏為由，上奏將其姓改為阿倍他田，並且獲得批准。
養老4年正月27日（720年3月10日），宿奈麻呂死去，最終官位為大納言正三位。
宿奈麻呂由於擅長算術，曾經教導藤原仲麻呂。

## 官歷
按《續日本紀》記載。
- 時期不詳：從五位上
- 大寶2年（702年） 12月23日：造大殿垣司（持統上皇駕崩）
- 時期不詳：從四位下
- 時期不詳：從四位上
- 慶雲4年（707年） 10月3日：造御竃司（文武天皇駕崩）
- 和銅元年（708年） 
  - 3月13日：中納言[4]
  - 7月15日：正四位上
  - 9月30日：造平城京司長官
- 和銅2年（709年）正月9日：從三位
- 靈龜3年（717年） 正月4日：正三位
- 養老2年（718年） 3月10日大納言

## 系譜
- 父：阿倍比羅夫
- 母：不詳
- 妻：不詳
  - 男子：阿倍駿河
  - 男子：阿倍小嶋
  - 男子：阿倍毛人